# Tinotus imbricatus
Tinotus imbricatus är en skalbaggsart som beskrevs av Thomas Casey 1893. Tinotus imbricatus ingår i släktet Tinotus och familjen kortvingar. Inga underarter finns listade i Catalogue of Life.